# Leopold Sonntag (Jurist)
Leopold Sonntag (* 17. November 1830 in Schopfheim; † 9. März 1896 in Freiburg im Breisgau) war ein deutscher Verwaltungsjurist im  Großherzogtum Baden.

## Leben
Leopold Sonntag war der Sohn des Pfarrers Karl Ludwig Sonntag (* 1796 in Bötzingen; † 1840 in Badenweiler) in Badenweiler. Er heiratete am 3. Juli 1862 in Offenburg Anna geb. Betz (* 24. April 1841 in Karlsruhe). Aus dieser Ehe entstammen vier Kinder: Julius (* 5. April 1863 in Gengenbach), Friedrich (* 4. Juni 1864 in Heidelberg), Amalie (* 16. November 1865 in Heidelberg) und Elisabeth (* 16. April 1869 in Wiesloch; † 16. Juli 1869 ebenda).

### Ausbildung
Nach dem am 21. August 1850 abgelegten Abitur am Großherzoglichen Gymnasium Freiburg studierte Sonntag ab dem Wintersemester 1850/51 Rechtswissenschaft an der Albert-Ludwigs-Universität Freiburg. Er wurde Mitglied des Corps Rhenania Freiburg. Im Sommersemester 1852 setzte er seine Studien an der Rheinischen Friedrich-Wilhelms-Universität Bonn fort, wo er sich auch dem Corps Guestphalia Bonn anschloss. Zum Wintersemester 1852/53 wechselte er an die Ruprecht-Karls-Universität Heidelberg. Danach kehrte er an die Universität Freiburg zurück, wo er 1854 sein Studium abschloss.
Am 7. Januar 1856 wurde er Verwaltungsaktuar beim zweiten Zivilrespiziat des Bezirksamtes Mosbach und danach ab dem 4. August 1856 beim Bezirksamt Emmendingen. Am 26. Januar 1858 wurde Sonntag Volontär beim ersten Respiziat des Stadtamtsgerichts Freiburg. Nach dem zweiten Staatsexamen war er kurzzeitig Advokat am Hofgericht in Freiburg.

### Laufbahn
Am 1. Mai 1859 wurde er Aktuar beim Bezirksamt Waldkirch und am 23. Januar 1861 beim Stadtamtsgericht Freiburg im Breisgau. Am 23. September desselben Jahres kam er als Verweser an das Bezirksamt Gengenbach.
Als Gehilfe war er beim Bezirksamt Triberg (1. November 1862) und beim badischen Oberamt Heidelberg (10. Februar 1863).
Am 15. Juli 1864 wurde er Amtmann des Bezirksamts Heidelberg. Seit dem 7. Dezember 1867 Amtsvorstand des Bezirksamts Wiesloch, wurde er dort am 14. April 1869 zum Oberamtmann befördert. Danach war er Amtsvorstand der Bezirksämter Kork (11. März 1871), Bretten (24. Januar 1877),
Durlach (28. Mai 1879) und Lörrach (25. Oktober 1883). Dort am 24. April 1887 zum Geh. Regierungsrat ernannt, kam er am 1. Oktober 1890 als Amtsvorstand an das Bezirksamt Freiburg
Als die Dreisam im März 1896 Hochwasser führte und die Brücke am Schwabentor wegriss, wollten Sonntag und sein Vorgesetzter Carl Siegel sich ein Bild von den Schäden machen. Beide stürzten ins Wasser und ertranken.

## Auszeichnungen
- 1880 Ritterkreuz 1. Klasse des Zähringer Löwenordens
- 1892 Ritterkreuz 1. Klasse mit Eichenlaub des Zähringer Löwenordens